# BT-42
BT-42は、第二次世界大戦中にフィンランドが開発した自走砲（突撃砲）である。
敵軍であるソ連から鹵獲したBT-7快速戦車を改修し、その砲塔容積を広げてイギリス製のQF 4.5インチ榴弾砲を搭載した改装車両であり、一般にフィンランド軍内では「クリスティ突撃砲(Christie Rynnäkkötykk)」と呼ばれた。

## 概要
1942年春、フィンランド国営工廠は装甲師団内に新設される突撃砲部隊のための車両開発に着手し、ベース車体にはソ連製のBT-7が使われることになった。
BT-7は冬戦争から継続戦争初期にかけて多数が鹵獲され、1942年初めの時点でフィンランド軍は1935年型、1937年型合計で53輌を保有していた。ただし、同じく鹵獲したT-26軽戦車が継続戦争中盤にはフィンランド軍戦車部隊の主力として使われたのに対し、BT-7はそのままの状態ではごくわずかな数しか使われなかった。
BT-42のベースとしては、このように温存されていたBT-7のうち傾斜装甲の砲塔を持つ1937年型が使用された。改装に先立ち、BT-7の車体は修理とオーバーホールが行われた。改装第1号車であるR-702は1942年9月に部隊に送られて試験され、1943年2月までに全18両が完成した。
BT-42は旧式化した戦車と砲を組み合わせた廃品利用的色合いが濃く、性能的に到底満足のいくものではなかった。砲は分離薬筒式だったことから装填に時間が掛かるために発射速度が遅く、増積されたとはいえ狭い砲塔内での操作は困難だった。加えて砲の仰俯角と旋回のハンドルは片側にまとめられておらず、左右別々の操作員が担当するので、対戦車戦闘での素早い照準には不向きであった。

## 構成
改装のポイントは主に砲塔で、オリジナルのBT-7 1937年型砲塔の下部と前半を残して後部に大きな箱状の装甲を継ぎ足し、大幅に容積を増している。車体は基本的にBT-7のままだが、車体左側後部には長い箱状の張り出しが付け足されたほか、フェンダー各所に工具箱、右フェンダー前部または車体後部に主砲用クリーニングロッドが置かれた。
搭載砲は冬戦争中にイギリスから24門が贈られ、スペインから30門を購入して保有していたイギリス製Q.F. 4.5インチ榴弾砲（フィンランド名称114H18、18年式114mm榴弾砲）で、砲身長L/15.55、原設計はWW1以前の骨董品である。これには、フィンランドで作られた多孔式マズルブレーキが装着されていた。
クリスティー式戦車であり、履帯を外して装輪装甲車として使用できる。駆動転輪と接地転輪がチェーンにて連動され、駆動力を得る。前部接地転輪をステアリングハンドルにて操作することで、方向転換が可能となる。

## 戦歴
BT-42は装甲師団隷下の突撃砲大隊に配備されたが、1943年9月にドイツからIII号突撃砲が供給されると同大隊の装備はこれに代替され、BT-42は12月に新設の独立戦車中隊に移された。
1944年6月、カレリア地峡でのソ連軍の大攻勢が始まると、独立戦車中隊は北西端にある中枢都市ヴィープリ防衛に投入された。しかし、本来歩兵の火力支援向きのBT-42が直接ソ連軍のT-34やKV-1と撃ち合うことになったこの戦いでは、砲の圧倒的な対戦車能力不足や発射速度の遅さから著しく不利な戦いを強いられた結果、8両のBT-42が失われた。残る10両は（その後おそらく実戦に投入されることなく）大戦を生きのび、そのうち1両はフィンランド、パロラ戦車博物館に現存している。

## 登場作品
アニメ
『ガールズ&パンツァー 劇場版』
継続高校の戦車として登場。劇中では地の利を生かした立ち回りで相手チームを翻弄しており、M26パーシングを3両撃破するほか、装輪走行による高速戦を繰り広げている。
『ガールズ&パンツァー最終章第4話』
対継続高校戦にて登場。劇中にて後ろ2つの転輪にのみ履帯を装着し、1番前の転輪にスキーを装着したスノーモービルの様な状態で雪上を高速移動し大洗を翻弄した。

## 参考資料
- Esa Muikku, Jukka Purhonen "SUOMALAISET PANSSARIVAUNUT 1918-1997(THE FINNISH ARMOURED VEHICLES)" APALI
- 梅本弘『流血の夏』大日本絵画
- 『グランドパワー』1995年6月号「特集：BT/T-34戦車(1)」デルタ出版
- 斎木伸生『世界の無名戦車』アリアドネ企画・三修社